# Askari

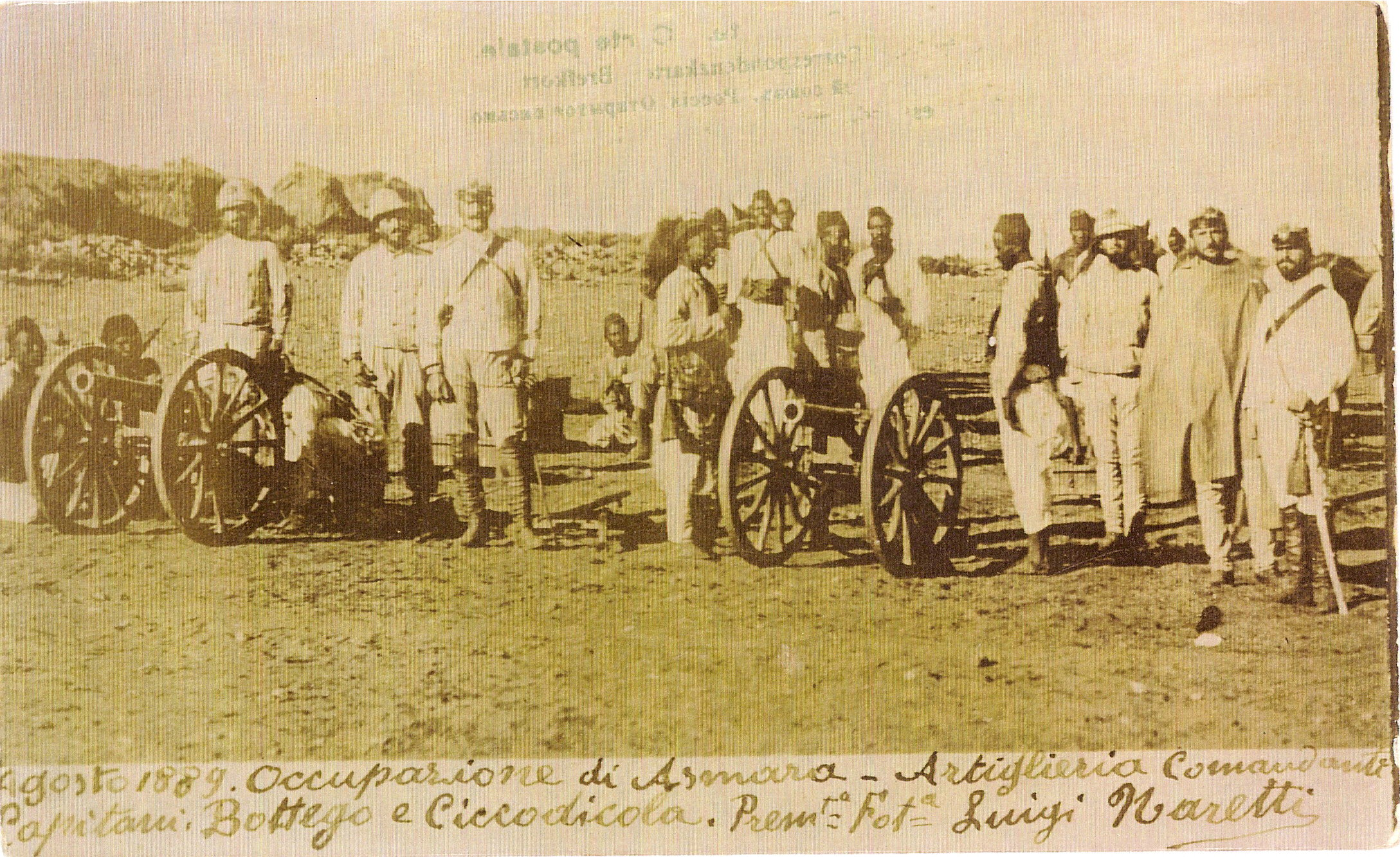
Italiaanse soldaten en askari's

Askari of ascari (vanuit het Somalisch, Swahili en Arabisch عسكري, ʿaskarī, wat 'soldaat' of 'militair' betekent, ook 'politie' in het Somalisch) was een lokale soldaat die diende in de legers van Europese koloniale machten in Afrika, met name in de Afrikaanse Grote Meren, Noordoost-Afrika en Centraal-Afrika. Het woord wordt in deze betekenis gebruikt in het Engels, evenals in het Duits, Italiaans, Urdu en Portugees. In het Frans wordt het woord alleen gebruikt in verwijzing naar inheemse troepen buiten het Franse koloniale rijk. De aanduiding wordt nog steeds af en toe gebruikt om informeel politie, gendarmerie en beveiligingspersoneel te beschrijven.
Tijdens de periode van de Europese koloniale rijken in Afrika werden lokaal geworven soldaten die als askari's werden aangeduid, ingezet door de Italiaanse, Britse, Portugese, Duitse en Belgische koloniale legers. Ze speelden een cruciale rol bij de verovering van verschillende koloniale bezittingen en dienden vervolgens als garnizoen- en interne veiligheidstroepen. Tijdens beide wereldoorlogen dienden askari-eenheden ook buiten hun oorspronkelijke koloniën, in verschillende delen van Afrika, het Midden-Oosten en Azië. 
In Zuid-Afrika verwijst de term naar voormalige leden van de bevrijdingsbewegingen die overliepen naar de veiligheidstroepen van het apartheidsregime.